# Іван Чупич
Іван Чупич  (хорв. Ivan Čupić, 27 березня 1986) — хорватський гандболіст, олімпійський медаліст.

## Виступи на Олімпіадах
| Олімпіада   | Дисципліна | Місце |
| ----------- | ---------- | ----- |
| Лондон 2012 | гандбол    | 3     |

## Зовнішні посилання
- Досьє на sport.references.com [Архівовано 4 березня 2016 у Wayback Machine.]